# Lakatos László (barlangkutató)
Lakatos László (1939 – 1970. január 4.) barlangkutató, a Meteor-barlang kutatása közben vesztette életét. Dénes György a magyar Marcel Loubensnek nevezte.

## Élete
A budafoki Budai Nagy Antal Gimnáziumban érettségizett 1957-ben. A Magyar Karszt- és Barlangkutató Társulatnak tíz éven keresztül volt tagja. A Pál-völgyi-barlangban idegenvezetőként dolgozott egy évig. A budapesti Vörös Meteor TE egyik barlangkutató csoportjának volt tagja tíz éven át és velük sokat kutatott. Segítette a bába-völgyi víznyelőbarlangok és a szögligeti Csörgő-forrás menti üregek feltárását. A Barlangi Mentőszolgálat munkájában is részt vett.
A Meteor-barlangban továbbjutási kísérlet közben szenvedett balesetet 1969. november 3-án. A Titánok csarnoka nevű részen, az Agyagosba vezető hágcsóról zuhant le. Kötélszakadás miatt történt a baleset. Az esés nagyságát bizonyítja, hogy a sisakja is leesett. Mintegy ötven ember küzdött 14 órán át a föld alatt, hogy életben maradjon. Koponyasérülése azonban olyan súlyos volt, hogy két hónapos kórházi kezeléssel sem élte túl. 1970. január 14-én temették el Kispesten.

## Emlékezete
Az emlékét őrzi a nevét viselő Lakatos-forrás, amelynek előtte Borz-forrás volt a neve. A VMTE Tektonik Barlangkutató Csoport foglalta kőépítménybe a karsztforrást és jelölte emléktáblával meg 1974-ben. A forrásavatásra 1974. december 7-én került sor. A Pál-völgyi-barlangban a Lakatos László-terem róla lett elnevezve és itt egy emléktáblát is elhelyeztek a tiszteletére 1971-ben. A VMTE Tektonik Barlangkutató Csoport 1976-ban felvette Lakatos László nevét, de 1977-től már ismét VMTE Tektonik néven folytatta tevékenységét.